# ماری ناکاگا
ماری ناکاگا (انگلیسی: Mari Nakaga؛ زادهٔ ۱۲ نوامبر ۱۹۷۵) ورزشکار وزنه‌برداری اهل ژاپن است.